# Tricorythopsis sigillatus
Tricorythopsis sigillatus är en dagsländeart som beskrevs av Carlos Molineri 1999. Tricorythopsis sigillatus ingår i släktet Tricorythopsis och familjen Leptohyphidae. Inga underarter finns listade i Catalogue of Life.